# Walter Girg

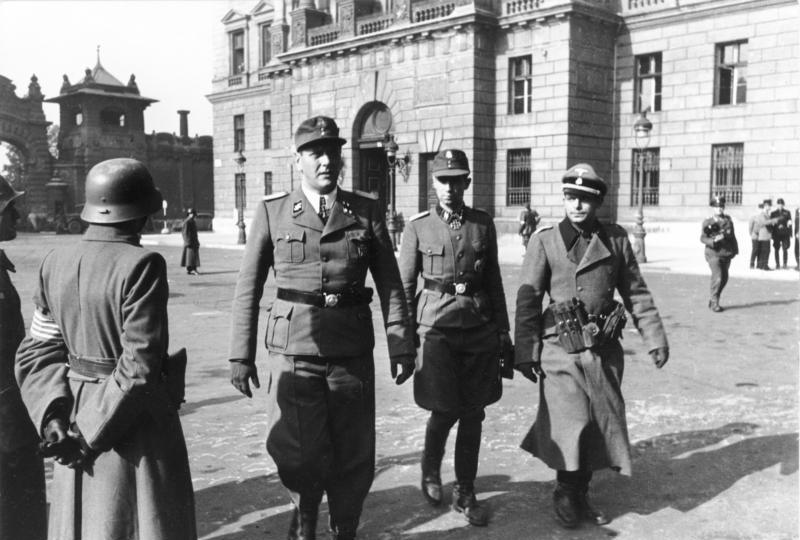
SS-Sturmbannführer Otto Skorzeny à esquerda; O SS-Untersturmfuhrer Adrian von Fölkersam está no centro. O homem à direita deveria ser o SS-Obersturmführer Walter Girg.

Walter Girg (13 de agosto de 1919 - 25 de julho de 2010) foi um oficial alemão que serviu na Waffen-SS durante a Segunda Guerra Mundial. Foi condecorado com a Cruz de Cavaleiro da Cruz de Ferro com Folhas de Carvalho.

## Condecorações
| Cruz de Ferro (1939) 2ª Classe                                   | 24 de dezembro de 1941 |
| Cruz de Ferro (1939) 1ª Classe                                   | 11 de setembro de 1944 |
| Cruz de Cavaleiro da Cruz de Ferro                               | 4 de outubro de 1944   |
| Cruz de Cavaleiro da Cruz de Ferro com Folhas de Carvalho nº 814 | 1 de abril de 1945     |